# Ademir Assunção
Ademir Assunção (Araraquara/SP, 2 de junho de 1961) é um poeta, escritor, jornalista e letrista de música brasileira. Autor de livros de poesia, ficção e jornalismo, venceu o Prêmio Jabuti 2013 com A voz do Ventríloquo (Melhor Livro de Poesia do ano). Poemas e contos de sua autoria foram traduzidos para o inglês, espanhol e alemão, e publicados em livros e revistas na Argentina, México, Peru e EUA.

## Biografia
Ademir nasceu em Araraquara, cidade do interior de São Paulo, onde viveu até os 18 anos. Filho de ferroviário (José Gomes de Assunção Filho), as viagens de trem marcaram sua infância – daí talvez a ligação com o imaginário do blues americano, uma de suas paixões artísticas, e o gosto pelas estradas e ferrovias. Começou a escrever aos 16 anos de idade (em 1977), por influência do amigo Anael Aquino, que apresentou-lhe uma antologia do poeta norte-americano Robert Frost. O impacto da poesia foi tão arrebatador em sua vida que abandonou a ideia de estudar engenharia e decidiu cursar jornalismo na Universidade Estadual de Londrina.
Nesta cidade do norte do Paraná, marcada por intensa agitação cultural, artística e política nos anos 1980, tornou-se amigo de poetas que viriam ganhar projeção nacional nas décadas seguintes, como Rodrigo Garcia Lopes, Maurício Arruda Mendonça e Mário Bortolotto. As descobertas literárias e musicais deste período exerceriam grande influência em sua vida e obra – entre elas estão Paulo Leminski, Torquato Neto, Augusto de Campos, William Burroughs, Arrigo Barnabé e Itamar Assumpção. Ao mesmo tempo, recebe influências dos quadrinhos, do cinema, da contracultura e do zen, que marcariam o fluxo e o imaginário da sua linguagem criativa.
Antes mesmo de se formar no curso de jornalismo, em 1983, foi contratado pelo jornal Folha de Londrina, como repórter na editora de política. Em pouco tempo passou para o Caderno 2 (editora de cultura), no qual desenvolveu as bases de uma linguagem jornalística que chamou a atenção de grandes poetas e intelectuais brasileiros, como Augusto de Campos, Boris Schnaiderman, Carlos Drummond de Andrade, e Waly Salomão. O poeta Paulo Leminski, inclusive, escreveu um artigo no jornal curitibano Correio de Notícias, em meados dos anos 1980, afirmando que a vanguarda do jornalismo cultural brasileiro, naquele momento, estava em Londrina – citando seu trabalho e o de Rodrigo Garcia Lopes.
Depois de três anos na Folha de Londrina (1983 – 1986), mudou-se para São Paulo e foi contratado pelo jornal O Estado de S. Paulo, como repórter do Caderno 2, onde foi colega de redação do escritor Caio Fernando Abreu. Nos anos seguintes, trabalhou como repórter no Jornal da Tarde, na revista Marie Claire e como editor-assistente do caderno Ilustrada, da Folha de S. Paulo, sempre exercendo um trabalho jornalístico de grande criatividade, ao mesmo tempo que continuava desenvolvendo sua linguagem poética e literária. Ainda no final dos anos 1980 iniciou uma intensa parceria artística com o cantor e compositor Edvaldo Santana, resultando em canções gravadas em discos do próprio compositor e de cantoras como Maricene Costa, Titane e Patrícia Amaral. Em 1988, Itamar Assumpção gravou as parcerias Ausência e Ouça-me, no cd Intercontinental, esta última regravada por Ney Matogrosso no disco Inclassificáveis (2008).
Após a publicação de Lsd Nô, seu livro de estreia, em 1994, passou a se dedicar mais a linguagem artística, sem abandonar o jornalismo. Ainda na década de 1990 publicou o livro de contos A Máquina Peluda e o de prosa-poética Cinemitologias. Neste período tem vários poemas musicados por Madan, gravados em discos nos anos seguintes. A partir do trabalho com Madan e o percussionista Ricardo Garcia, criou o espetáculo de poesia e música Psicolérico, apresentado pela primeira vez em 1996, no auditório da Biblioteca Municipal Mário de Andrade.
O espetáculo Psicolérico resultou no cd Rebelião na Zona Fantasma, lançado em 2005, com produção do guitarrista Luiz Waack, que pertencera à banda Isca de Polícia, do compositor e cantor Itamar Assumpção. Para levar sua inusitada fusão de poesia e música aos palcos, montou uma banda com o próprio Luiz Waack (guitarra), Reinaldo Chulapa (baixo), Daniel Szafran (teclados) e Leandro Paccagnela (bateria).
Nos anos seguintes consolidou seu trabalho criativo lançando vários outros livros de poesia, ficção e jornalismo, gravando discos, editando revistas literárias e realizando projetos artístico-culturais, como a exposição Leminski: 20 Anos em Outras Esferas, montada com grande sucesso no Instituto Itau Cultural, em 2009. Poemas e contos de sua autoria são traduzidos para o inglês, espanhol e alemão, e publicados em livros e revistas na Argentina, México, Peru e EUA. Junto com os poetas Rodrigo Garcia Lopes e Marcos Losnak edita a revista literária Coyote, que obtém repercussão nacional.
Com o guitarrista Marcelo Watanabe e o baixista Caio Góes, montou um trio, em 2010, retomando o trabalho de poesia vocalizada e música, especialmente o blues e o rock'n'roll. Dois anos depois o trio incorporou o baterista Caio Dohogne e transformou-se na banda Fracasso da Raça, com a qual gravou o cd Viralatas de Córdoba, lançado em 2013 com apresentações ao vivo em várias cidades do Brasil. O disco teve a participação das cantoras Fabiana Cozza, Thaís Piza e do percussionista Ricardo Garcia.
Ainda em 2013 recebeu o Prêmio Jabuti de Melhor Livro de Poesia do Ano, com A Voz do Ventríloquo. O livro seguinte, Pig Brother, (lançado juntamente com Até Nenhum Lugar), em 2016, ficou entre os 10 finalistas do Jabuti.

## Obra

### Livros[10][11][12][13][14][15][16][17]
- LSD Nô, poesia (1994).

- A Máquina Peluda, contos (1997).

- Cinemitologias, prosa poética (1998).

- Zona Branca, poesia (2001).

- Adorável Criatura Frankenstein, romance (2003).

- A Musa Chapada, poesia, em parceria com Antonio Vicente Pietroforte e Carlos Carah, (2008).

- Tempo Instável na Tarde dos Anjos Desolados, poesia (2011).

- A Voz do Ventríloquo, poesia (2012).

- Faróis no Caos, jornalismo cultural (2012).

- O Caio e o Cuio, infantil (2013).

- Até Nenhum Lugar, poesia (2015).

- Pig Brother, poesia (2015).[15]

- Ninguém na Praia Brava, romance (2016).

- Parapsicologia da Decomposição, poesia (2017).

- Risca Faca, poesia (2021).

- Deus Salve a Rainha e Evite Engarrafamentos, jornalismo cultural (2021).

- Um Nome Escrito no Vento, poesia (2021).
- Espelhos, microcontos, com desenhos de Sandro Saraiva (2023).

### CDs[18][19]
- Rebelião na Zona Fantasma (2005).

- Viralatas de Córdoba (2013).

### Antologias Nacionais[20][21][22][23]
- Na Virada do Século (poesia), organizada por Claudio Daniel e Frederico Barbosa. Editora Landy (São Paulo), 2002.

- Geração 90 – Os Transgressores (contos), organizada por Nelson de Oliveira. Boitempo Editorial (São Paulo), 2003.

- São Paulo em Preto e Branco (poesia). Pontificia Universidade Católica (PUC) / SESC-SP (São Paulo/SP), 2005.

- Roteiro da Poesia Brasileira – Anos 90 (poesia), organizada por Paulo Ferraz. Editora Global (São Paulo), 2011.

- Páginas do Futuro - Contos Brasileiros de Ficção Científica (contos), organizada por Bráulio Tavares. Casa da Palavra (Rio de Janeiro), 2011.

- Poesia.br (poesia), organizada por Sérgio Cohn. Azougue Editorial (Rio de Janeiro), 2013.

- Hiperconexões - Realidade Expandida - volume 1 (poesia), organizada por Luiz Bras. Terracota (São Paulo), 2013.

- Hiperconexões - Realidade Expandida - volume 3 (poesia), organizada por Luiz Bras. Patuá (São Paulo), 2017.

- Fractais Tropicais - O Melhor da Ficção Científica Brasileira (contos), organizada por Nelson de Oliveira. Sesi Editora (São Paulo), 2018.

### Antologias Internacionais[24][25]
- Pindorama: 30 Poetas de Brasil (poesia), organizada por Reynaldo Jiménez — Revista tsé=tsé, nº 7/8 (Buenos Aires/Argentina), 2000.

- New Brazilian & American Poetry (poesia), organizada por Flávia Rocha e Edwin Torres —Rattapallax nº 9 (New York/EUA), 2003.

- Perfectos Extraños – Seis Poetas de Brasil (poesia), organizada por Claudio Daniel, com traduções de Eduardo Milán — Revista El Poeta y Su Trabajo nº 15 (Cidade do México/ México), 2004.

- 90-00 – Cuentos Brasileños Contemporáneos (contos), organizada por Nelson de Oliveira e Maria Alzira Brum. Ediciones Copé / PetroPerú (Lima/Peru), 2009.

- 90-00 – Cuentos Brasileños Contemporáneos (contos), organizada por Nelson de Oliveira e Maria Alzira Brum. Veracruzana (México), 2013.

## Curadorias
- Outros Bárbaros – mostra com shows de poesia e música com oito poetas durante quatro noites, entre eles Chacal (Rio de Janeiro/RJ), Celso Borges (São Luiz /MA), Frederico Barbosa (São Paulo/SP), Artur Gomes (Campos/RJ), Rodrigo Garcia Lopes (Londrina/PR), Marcelo Montenegro (São Caetano do Sul/SP) e Ricardo Aleixo (Belo Horizonte/MG). Instituto Itaú Cultural, São Paulo, 2005 e 2007.
- Parcerias: A Voz da Poesia – encontros de poetas e compositores, com debate seguido de show, entre eles Zeca Baleiro, Celso Borges, Edvaldo Santana, Rodrigo Garcia Lopes, Mário Bortolotto e Madan. Biblioteca Alceu Amoroso Lima, São Paulo, 2009.
- Leminski: 20 Anos em Outras Esferas – exposição de obras do poeta paranaense Paulo Leminski, com poemas inéditos, manuscritos, originais datilografados, vídeos, shows musicais, teatro, filme e instalações. Instituto Itaú Cultural, São Paulo, 2009.[26]

## Premiações
- Bolsa Funarte de Criação Literária (2010) – para conclusão do livro Peixes Vermelhos no Meio da Sala, publicado com o título Pig Brother, em 2015.
- Prêmio ProAc de Literatura (2011) - publicação de livros inéditos, para A Voz do Ventríloquo.
- Prêmio Jabuti (2013) – Melhor Livro do Ano - Categoria Poesia, para A Voz do Ventríloquo.
- Prêmio Histórico de Realização / Lei Aldir Blanc - ProAc(2020).